# Shoshone (Califórnia)
Shoshone é uma Região censo-designada localizada no estado americano da Califórnia, no Condado de Inyo.

## Demografia
Segundo o censo americano de 2000, a sua população era de 52 habitantes.

## Geografia
De acordo com o United States Census Bureau tem uma área de 74,4 km², dos quais 74,4 km² cobertos por terra e 0,0 km² cobertos por água. Shoshone localiza-se a aproximadamente 483 m acima do nível do mar.

## Localidades na vizinhança
O diagrama seguinte representa as localidades num raio de 72 km ao redor de Shoshone.